# Paullinia tenuifolia
Paullinia tenuifolia là một loài thực vật có hoa trong họ Bồ hòn. Loài này được Standl. ex J.F.Macbr. mô tả khoa học đầu tiên năm 1956.